# Ralston (Iowa)

Ta mapa pokazuje obszary włączone i nieposiadające osobowości prawnej w hrabstwie Carroll w stanie Iowa, z zaznaczeniem Ralston na czerwono.

Ralston – miasto w Stanach Zjednoczonych, w stanie Iowa, w hrabstwie Carroll i Greene. W 2000 roku liczyło 98 mieszkańców.